# Xenofón Zolotas
Xenophon Zolotas, řecky Ξενοφών Ζολώτας (26. března 1904 – 10. června 2004) byl řecký ekonom a politik. V letech 1989–1990 byl premiérem Řecka.
Do funkce premiéra nastoupil jakožto nestraník, poté co volby roku 1989 skončily patem a ani Papandreouův PASOK, ani Mitsotakisova Nová demokracie nezískaly většinu. Vládl do předčasných voleb roku 1990, v nichž zvítězila Nová demokracie. Předtím byl dlouholetým prezidentem řecké národní banky, a to v letech 1944–1945, 1955–1967 a 1974–1981. Roku 1967 rezignoval na post prezidenta centrální banky na protest proti nástupu vlády vojenské junty, funkce se opět ujal po vzniku tzv. třetí republiky roku 1974. Ekonomickým zaměřením byl keynesián.